# Виборчий округ 190
Виборчий округ 190 — виборчий округ в Хмельницькій області. В сучасному вигляді був утворений 28 квітня 2012 постановою ЦВК №82 (до цього моменту існувала інша система виборчих округів). Окружна виборча комісія цього округу розташовується в приміщенні будинку освіти за адресою м. Шепетівка, вул. Островського, 42.
До складу округу входять міста Славута і Шепетівка, а також Полонський, Славутський і Шепетівський райони. Виборчий округ 190 межує з округом 153 на північному заході, з округом 65 на північному сході, з округом 67 на південному сході, з округом 191 на півдні та з округом 189 на заході. Виборчий округ №190 складається з виборчих дільниць під номерами 680772-680777, 680779-680817, 680819-680889, 681204-681266, 681391-681408, 681537-681558 та 681564.

## Народні депутати від округу
| Ім'я                            | Фото | Партія               | Скликання | Дата набуття повноважень | Дата припинення повноважень |
| ------------------------------- | ---- | -------------------- | --------- | ------------------------ | --------------------------- |
| Буряк Сергій Васильович         |      | самовисуванець       | 7-ме      | 12 грудня 2012           | 27 листопада 2014           |
| Мацола Роман Миколайович        |      | Блок Петра Порошенка | 8-ме      | 27 листопада 2014        | 29 серпня 2019              |
| Жмеренецький Олексій Сергійович |      | Слуга народу         | 9-те      | 29 серпня 2019           |                             |

## Результати виборів

### Парламентські

#### 2019
Кандидати-мажоритарники:
- Жмеренецький Олексій Сергійович (Слуга народу)
- Мацола Роман Миколайович (самовисування)
- Сидор Василь Богданович (Батьківщина)
- Гаврилюк Василь Васильович (Сила і честь)
- Шпег Ярослав Іванович (Свобода)
- Степанишен Олександр Олександрович (Опозиційний блок)
- Побережна Анна Валеріївна (Мерітократична партія України)
- Павленко Максим Олександрович (самовисування)
- Процюк Сергій Михайлович (самовисування)
- Щербина Андрій Ігорович (самовисування)

#### 2014
Кандидати-мажоритарники:
- Мацола Роман Миколайович (Блок Петра Порошенка)
- Сидор Василь Богданович (Батьківщина)
- Миклуш Олександр Петрович (самовисування)
- Ковальчук Василь Васильович (самовисування)
- Вавринчук Сергій Михайлович (Народний фронт)
- Оврашко Сергій Миколайович (самовисування)
- Побережна Анна Валеріївна (самовисування)
- Зелінський Андрій Леонідович (Радикальна партія)
- Волянський Володимир Васильович (Сильна Україна)
- Войтюк Наталія Олексіївна (Опозиційний блок)
- Дем'янов Анатолій Анатолійович (самовисування)
- Старик Михайло Григорович (самовисування)
- Міна В'ячеслав Григорович (самовисування)
- Процюк Сергій Михайлович (самовисування)

#### 2012
Кандидати-мажоритарники:
- Буряк Сергій Васильович (самовисування)
- Сидор Василь Богданович (Батьківщина)
- Побережна Анна Валеріївна (УДАР)
- Нагорна Віра Микитівна (Соціалістична партія України)
- Дем'янов Анатолій Анатолійович (Комуністична партія України)
- Герасименко Олена Михайлівна (Партія регіонів)
- Барабаш Віктор Васильович (самовисування)
- Халілов Рафаел Муршудович (Партія пенсіонерів України)

## Явка
Явка виборців на окрузі: